# Coupe d'Allemagne de football 2025-2026
Navigation
Édition précédente Édition suivante
La Coupe d'Allemagne de football 2025-2026 est la 83e édition de la Coupe d'Allemagne de football (DFB-Pokal) dont le tenant du titre est le VfB Stuttgart. Soixante-quatre équipes prennent part à la compétition, dont toutes les équipes de la Bundesliga et de la 2. Bundesliga de l'année précédente.
Le vainqueur reçoit une place pour la phase de ligue de la Ligue Europa 2026-2027, dans la mesure où il n'est pas qualifié pour la Ligue des champions par l'intermédiaire des quatre premières places du championnat. Dans ce cas, la place reviendrait au club classé cinquième du championnat.
La compétition débute avec le premier tour le 15 août 2025 et se clôt par la finale, le 23 mai 2026, à l'Olympiastadion Berlin.

## Calendrier
| Tour | Nom                 | Dates retenues                                                      | Équipes participantes | Équipes gagnantes |
| 1    | Premier tour        | Du 15 au 18 août 2025 (30 matchs) Les 26 et 27 août 2025 (2 matchs) | 64                    | 32                |
| 2    | Deuxième tour       | Les 28 et 29 octobre 2025                                           | 32                    | 16                |
| 3    | Huitièmes de finale | Les 2 et 3 décembre 2025                                            | 16                    | 8                 |
| 4    | Quarts de finale    | Les 3, 4, 10 et 11 février 2026                                     | 8                     | 4                 |
| 5    | Demi-finales        | Les 21 et 22 avril 2026                                             | 4                     | 2                 |
| 6    | Finale              | Le 23 mai 2026                                                      | 2                     | 1                 |

1. ↑  Les rencontres peuvent exceptionnellement se jouer à d'autres dates du fait d'un report par l'arbitre, ou d'un accord des deux clubs.

## Clubs participants

### Localisation
| \| Munich W. Brême Stuttgart Hanovre Nuremberg Münster Brunswick Ulm Ratisbonne Dresde · Sarrebruck Sandhausen Schweinfurt BFC Dynamo RSV Eintracht Hemelingen Norderstedt Wiesbaden Rostock Vik. Cologne Essen Lohne Delmenhorst Engers Hombourg Lok Leipzig Halle VfB Lübeck Bahlingen Pirmasens Meuselwitz Lotte Gütersloh Großaspach 0Leverkusen Francfort Dortmund Fribourg Mayence RB Leipzig M'gladbach0 Wolfsburg Augsbourg Un. Berlin St. Pauli Hoffenheim Heidenheim Kiel 0Bochum FC Cologne Hambourg Elversberg0 Paderborn Magdebourg Düsseldorf Kaiserslautern Karlsruhe Her. Berlin Darmstadt Fürth Schalke Bielefeld Cottbus Illertissen \| Localisation des clubs participants. |
| Munich W. Brême Stuttgart Hanovre Nuremberg Münster Brunswick Ulm Ratisbonne Dresde · Sarrebruck Sandhausen Schweinfurt BFC Dynamo RSV Eintracht Hemelingen Norderstedt Wiesbaden Rostock Vik. Cologne Essen Lohne Delmenhorst Engers Hombourg Lok Leipzig Halle VfB Lübeck Bahlingen Pirmasens Meuselwitz Lotte Gütersloh Großaspach 0Leverkusen Francfort Dortmund Fribourg Mayence RB Leipzig M'gladbach0 Wolfsburg Augsbourg Un. Berlin St. Pauli Hoffenheim Heidenheim Kiel 0Bochum FC Cologne Hambourg Elversberg0 Paderborn Magdebourg Düsseldorf Kaiserslautern Karlsruhe Her. Berlin Darmstadt Fürth Schalke Bielefeld Cottbus Illertissen                                            |

| Munich W. Brême Stuttgart Hanovre Nuremberg Münster Brunswick Ulm Ratisbonne Dresde · Sarrebruck Sandhausen Schweinfurt BFC Dynamo RSV Eintracht Hemelingen Norderstedt Wiesbaden Rostock Vik. Cologne Essen Lohne Delmenhorst Engers Hombourg Lok Leipzig Halle VfB Lübeck Bahlingen Pirmasens Meuselwitz Lotte Gütersloh Großaspach 0Leverkusen Francfort Dortmund Fribourg Mayence RB Leipzig M'gladbach0 Wolfsburg Augsbourg Un. Berlin St. Pauli Hoffenheim Heidenheim Kiel 0Bochum FC Cologne Hambourg Elversberg0 Paderborn Magdebourg Düsseldorf Kaiserslautern Karlsruhe Her. Berlin Darmstadt Fürth Schalke Bielefeld Cottbus Illertissen |

| \| Norderstedt St. Pauli Hambourg \| Clubs hambourgeois. |
| Norderstedt St. Pauli Hambourg                           |

| Norderstedt St. Pauli Hambourg |

| \| Werder Brême Hemelingen0 Delmenhorst \| Clubs brêmois. |
| Werder Brême Hemelingen0 Delmenhorst                      |

| Werder Brême Hemelingen0 Delmenhorst |

| \| BFC Dynamo RSV Eintracht Union Berlin Hertha BSC \| Clubs berlinois. |
| BFC Dynamo RSV Eintracht Union Berlin Hertha BSC                        |

| BFC Dynamo RSV Eintracht Union Berlin Hertha BSC |

| \| Essen Dortmund M'gladbach Bochum Düsseldorf Schalke \| Clubs de la région de la Ruhr. |
| Essen Dortmund M'gladbach Bochum Düsseldorf Schalke                                      |

| Essen Dortmund M'gladbach Bochum Düsseldorf Schalke |

| Légende : Premier tour Deuxième tour Huitième de finalistes Quart de finalistes Demi-finalistes Finaliste Vainqueur |

### Par mode de qualification
| Par les championnats nationaux | Par les championnats nationaux | Par les championnats nationaux | Par les championnats nationaux | Par les championnats nationaux | Par les championnats nationaux | Par les championnats nationaux | Par les championnats nationaux | Par les championnats nationaux | Par les championnats nationaux | Par les championnats nationaux | Par les championnats nationaux |
| --- | --- | --- | --- | --- | --- | --- | --- | --- | --- | --- | --- |
| - 18 clubs de Bundesliga 2024-2025 - Bayern Munich - Bayer Leverkusen - Eintracht Francfort - Borussia Dortmund - SC Fribourg - 1. FSV Mayence 05 - RB Leipzig - Werder Brême - VfB Stuttgart T - Borussia Mönchengladbach - VfL Wolfsburg - FC Augsbourg - 1. FC Union Berlin - FC St. Pauli - TSG 1899 Hoffenheim - 1. FC Heidenheim 1846 - Holstein Kiel (D2) - VfL Bochum (D2) | - 18 clubs de Bundesliga 2024-2025 - Bayern Munich - Bayer Leverkusen - Eintracht Francfort - Borussia Dortmund - SC Fribourg - 1. FSV Mayence 05 - RB Leipzig - Werder Brême - VfB Stuttgart T - Borussia Mönchengladbach - VfL Wolfsburg - FC Augsbourg - 1. FC Union Berlin - FC St. Pauli - TSG 1899 Hoffenheim - 1. FC Heidenheim 1846 - Holstein Kiel (D2) - VfL Bochum (D2) | - 18 clubs de Bundesliga 2024-2025 - Bayern Munich - Bayer Leverkusen - Eintracht Francfort - Borussia Dortmund - SC Fribourg - 1. FSV Mayence 05 - RB Leipzig - Werder Brême - VfB Stuttgart T - Borussia Mönchengladbach - VfL Wolfsburg - FC Augsbourg - 1. FC Union Berlin - FC St. Pauli - TSG 1899 Hoffenheim - 1. FC Heidenheim 1846 - Holstein Kiel (D2) - VfL Bochum (D2) | - 18 clubs de Bundesliga 2024-2025 - Bayern Munich - Bayer Leverkusen - Eintracht Francfort - Borussia Dortmund - SC Fribourg - 1. FSV Mayence 05 - RB Leipzig - Werder Brême - VfB Stuttgart T - Borussia Mönchengladbach - VfL Wolfsburg - FC Augsbourg - 1. FC Union Berlin - FC St. Pauli - TSG 1899 Hoffenheim - 1. FC Heidenheim 1846 - Holstein Kiel (D2) - VfL Bochum (D2) | - 18 clubs de 2. Bundesliga 2024-2025 - 1. FC Cologne (D1) - Hambourg SV (D1) - SV Elversberg - SC Paderborn 07 - 1. FC Magdebourg - Fortuna Düsseldorf - 1. FC Kaiserslautern - Karlsruher SC - Hanovre 96 - 1. FC Nuremberg - Hertha BSC - SV Darmstadt 98 - SpVgg Greuther Fürth - FC Schalke 04 - Preußen Münster - Eintracht Brunswick - SSV Ulm 1846 (D3) - SSV Jahn Ratisbonne (D3) | - 18 clubs de 2. Bundesliga 2024-2025 - 1. FC Cologne (D1) - Hambourg SV (D1) - SV Elversberg - SC Paderborn 07 - 1. FC Magdebourg - Fortuna Düsseldorf - 1. FC Kaiserslautern - Karlsruher SC - Hanovre 96 - 1. FC Nuremberg - Hertha BSC - SV Darmstadt 98 - SpVgg Greuther Fürth - FC Schalke 04 - Preußen Münster - Eintracht Brunswick - SSV Ulm 1846 (D3) - SSV Jahn Ratisbonne (D3) | - 18 clubs de 2. Bundesliga 2024-2025 - 1. FC Cologne (D1) - Hambourg SV (D1) - SV Elversberg - SC Paderborn 07 - 1. FC Magdebourg - Fortuna Düsseldorf - 1. FC Kaiserslautern - Karlsruher SC - Hanovre 96 - 1. FC Nuremberg - Hertha BSC - SV Darmstadt 98 - SpVgg Greuther Fürth - FC Schalke 04 - Preußen Münster - Eintracht Brunswick - SSV Ulm 1846 (D3) - SSV Jahn Ratisbonne (D3) | - 18 clubs de 2. Bundesliga 2024-2025 - 1. FC Cologne (D1) - Hambourg SV (D1) - SV Elversberg - SC Paderborn 07 - 1. FC Magdebourg - Fortuna Düsseldorf - 1. FC Kaiserslautern - Karlsruher SC - Hanovre 96 - 1. FC Nuremberg - Hertha BSC - SV Darmstadt 98 - SpVgg Greuther Fürth - FC Schalke 04 - Preußen Münster - Eintracht Brunswick - SSV Ulm 1846 (D3) - SSV Jahn Ratisbonne (D3) | - 4 premiers de 3. Liga 2024-2025 - DSC Arminia Bielefeld (D2) - SG Dynamo Dresde (D2) - 1. FC Sarrebruck - FC Energie Cottbus | - 4 premiers de 3. Liga 2024-2025 - DSC Arminia Bielefeld (D2) - SG Dynamo Dresde (D2) - 1. FC Sarrebruck - FC Energie Cottbus | - 4 premiers de 3. Liga 2024-2025 - DSC Arminia Bielefeld (D2) - SG Dynamo Dresde (D2) - 1. FC Sarrebruck - FC Energie Cottbus | - 4 premiers de 3. Liga 2024-2025 - DSC Arminia Bielefeld (D2) - SG Dynamo Dresde (D2) - 1. FC Sarrebruck - FC Energie Cottbus |
| Par les ligues régionales | | | | | | | | | | | |
| - Bade - SV Sandhausen (D4) - Bavière - FV Illertissen (D4) - 1. FC Schweinfurt 05 (D3) - Berlin - BFC Dynamo (D4) - Brandebourg - RSV Eintracht 1949 (D5) - Brême - SV Hemelingen (D5) - Hambourg - Eintracht Norderstedt (D4) - Hesse - SV Wehen Wiesbaden (D3) | - Bade - SV Sandhausen (D4) - Bavière - FV Illertissen (D4) - 1. FC Schweinfurt 05 (D3) - Berlin - BFC Dynamo (D4) - Brandebourg - RSV Eintracht 1949 (D5) - Brême - SV Hemelingen (D5) - Hambourg - Eintracht Norderstedt (D4) - Hesse - SV Wehen Wiesbaden (D3) | - Bade - SV Sandhausen (D4) - Bavière - FV Illertissen (D4) - 1. FC Schweinfurt 05 (D3) - Berlin - BFC Dynamo (D4) - Brandebourg - RSV Eintracht 1949 (D5) - Brême - SV Hemelingen (D5) - Hambourg - Eintracht Norderstedt (D4) - Hesse - SV Wehen Wiesbaden (D3) | - Bade - SV Sandhausen (D4) - Bavière - FV Illertissen (D4) - 1. FC Schweinfurt 05 (D3) - Berlin - BFC Dynamo (D4) - Brandebourg - RSV Eintracht 1949 (D5) - Brême - SV Hemelingen (D5) - Hambourg - Eintracht Norderstedt (D4) - Hesse - SV Wehen Wiesbaden (D3) | - Mecklembourg-Poméranie-Occidentale - Hansa Rostock (D3) - Rhin moyen - Viktoria Cologne (D3) - Basse-Rhénanie - Rot-Weiss Essen (D3) - Basse-Saxe - Blau-Weiß Lohne (D4) - SV Atlas Delmenhorst (D5) - Rhénanie - FV Engers 07 (D5) - Sarre - FC 08 Hombourg (D4) - Saxe - 1. FC Lokomotive Leipzig (D4)                                                                                 | - Mecklembourg-Poméranie-Occidentale - Hansa Rostock (D3) - Rhin moyen - Viktoria Cologne (D3) - Basse-Rhénanie - Rot-Weiss Essen (D3) - Basse-Saxe - Blau-Weiß Lohne (D4) - SV Atlas Delmenhorst (D5) - Rhénanie - FV Engers 07 (D5) - Sarre - FC 08 Hombourg (D4) - Saxe - 1. FC Lokomotive Leipzig (D4)                                                                                 | - Mecklembourg-Poméranie-Occidentale - Hansa Rostock (D3) - Rhin moyen - Viktoria Cologne (D3) - Basse-Rhénanie - Rot-Weiss Essen (D3) - Basse-Saxe - Blau-Weiß Lohne (D4) - SV Atlas Delmenhorst (D5) - Rhénanie - FV Engers 07 (D5) - Sarre - FC 08 Hombourg (D4) - Saxe - 1. FC Lokomotive Leipzig (D4)                                                                                 | - Mecklembourg-Poméranie-Occidentale - Hansa Rostock (D3) - Rhin moyen - Viktoria Cologne (D3) - Basse-Rhénanie - Rot-Weiss Essen (D3) - Basse-Saxe - Blau-Weiß Lohne (D4) - SV Atlas Delmenhorst (D5) - Rhénanie - FV Engers 07 (D5) - Sarre - FC 08 Hombourg (D4) - Saxe - 1. FC Lokomotive Leipzig (D4)                                                                                 | - Saxe-Anhalt - Hallescher FC (D4) - Schleswig-Holstein - VfB Lübeck (D4) - Bade du Sud - Bahlinger SC (D4) - Sud-Ouest - FK Pirmasens (D5) - Thuringe - ZFC Meuselwitz (D4) - Westphalie - Sportfreunde Lotte (D4) - FC Gütersloh (D4) - Wurtemberg - SG Sonnenhof Großaspach (D4) | - Saxe-Anhalt - Hallescher FC (D4) - Schleswig-Holstein - VfB Lübeck (D4) - Bade du Sud - Bahlinger SC (D4) - Sud-Ouest - FK Pirmasens (D5) - Thuringe - ZFC Meuselwitz (D4) - Westphalie - Sportfreunde Lotte (D4) - FC Gütersloh (D4) - Wurtemberg - SG Sonnenhof Großaspach (D4) | - Saxe-Anhalt - Hallescher FC (D4) - Schleswig-Holstein - VfB Lübeck (D4) - Bade du Sud - Bahlinger SC (D4) - Sud-Ouest - FK Pirmasens (D5) - Thuringe - ZFC Meuselwitz (D4) - Westphalie - Sportfreunde Lotte (D4) - FC Gütersloh (D4) - Wurtemberg - SG Sonnenhof Großaspach (D4) | - Saxe-Anhalt - Hallescher FC (D4) - Schleswig-Holstein - VfB Lübeck (D4) - Bade du Sud - Bahlinger SC (D4) - Sud-Ouest - FK Pirmasens (D5) - Thuringe - ZFC Meuselwitz (D4) - Westphalie - Sportfreunde Lotte (D4) - FC Gütersloh (D4) - Wurtemberg - SG Sonnenhof Großaspach (D4) |
| T = Tenant du titre · D1 = Bundesliga 25-26 · D2 = 2. Bundesliga 25-26 · D3 = 3. Liga 25-26 · D4 = Regionalliga 25-26 · D5 = Oberliga 25-26 | | | | | | | | | | | |

1. ↑  Les fédérations régionales avec le plus grand nombre d'équipes envoient chacune deux représentants (Bavière, Basse-Saxe et Westphalie). Les autres ligues envoient les équipes ayant remporté leurs coupes régionales respectives.
2. ↑  La Fédération bavaroise de football envoie le vainqueur de la coupe de Bavière et l'équipe la mieux classée en Regionalliga Bavière (hors réserves).
3. ↑  La Fédération basse-saxonne de football divise sa coupe en deux parcours : l'un pour les équipes de 3. Liga et de Regionalliga Nord, l'autre pour les équipes des divisions inférieures.
4. ↑  La Fédération de football et d'athlétisme de Westphalie envoie le vainqueur de la coupe de Westphalie ainsi que l'équipe la mieux classée en Oberliga Westphalie (hors réserves).
5. ↑  Finaliste de la coupe de Westphalie, la Sportfreunde Lotte est qualifiée malgré sa défaite, car le gagnant de la coupe, le DSC Arminia Bielefeld, s'est déjà qualifié en ayant remporté la 3. Liga 2024-2025.

## Résultats

### Premier tour
Les équipes sont réparties en 2 pots. Le premier pot réunit les équipes de la 15e à la 18e place de 2. Bundesliga 2024-2025, les quatres meilleures équipes qualifiées de 3. Liga 2024-2025, ainsi que les représentants des fédérations régionales. Le second pot réunit quant à lui les 18 équipes de Bundesliga 2024-2025 ainsi que les quatorze meilleures équipes de 2. Bundesliga 2024-2025. Pour chaque match, une équipe du premier pot est tirée au sort contre une équipe du second pot, l'équipe du premier pot bénéficiant toujours de l'avantage du terrain. 
Le tirage au sort des matchs du 1er tour a lieu le 15 juin 2025. Le tirage est effectué par l'athlète Owen Ansah , sous la supervision du vice-président de la DFB Peter Frymuth (en). 30 des 32 matchs du premier tour seront joués du 15 au 18 août 2025. Les matchs auxquels participent les équipes en Supercoupe d’Allemagne seront quant à eux joués les 26 et 27 août 2025.
| Équipe 1                      | Résultat              | Équipe 2                      | Heure (CEST) \|\|Stade |                                           |                       |
| Vendredi 15 août 2025         | Vendredi 15 août 2025 | Vendredi 15 août 2025         | Vendredi 15 août 2025  | Vendredi 15 août 2025                     | Vendredi 15 août 2025 |
| ----------------------------- | --------------------- | ----------------------------- | ---------------------- | ----------------------------------------- | --------------------- |
| (D3) 1. FC Sarrebruck         | 1 - 3                 | 1. FC Magdebourg (D2)         | 18h00                  | Ludwigsparkstadion, Sarrebruck            |                       |
| (D4) FC Gütersloh             | 0 - 5                 | 1. FC Union Berlin (D1)       | 18h00                  | Ohlendorf Stadion im Heidewald, Gütersloh |                       |
| (D4) SG Sonnenhof Großaspach  | 0 - 4                 | Bayer Leverkusen (D1)         | 18h00                  | WIRmachenDRUCK Arena, Aspach              |                       |
| (D2) DSC Arminia Bielefeld    | 1 - 0                 | Werder Brême (D1)             | 20h45                  | SchücoArena, Bielefeld                    |                       |
| Samedi 16 août 2025           |                       |                               |                        |                                           |                       |
| (D4) BFC Dynamo               | 1 - 3ap               | VfL Bochum (D2)               | 13h00                  | Stadion im Sportforum, Berlin             |                       |
| (D5) FK Pirmasens             | 1 - 2ap               | Hambourg SV (D1)              | 13h00                  | Sportpark Husterhöhe, Pirmasens           |                       |
| (D4) Bahlinger SC             | 0 - 5                 | 1. FC Heidenheim 1846 (D1)    | 15h30                  | Kaiserstuhlstadion, Bahlingen             |                       |
| (D3) Hansa Rostock            | 0 - 4                 | TSG 1899 Hoffenheim (D1)      | 15h30                  | Ostseestadion, Rostock                    |                       |
| (D4) SV Sandhausen            | 2 - 4                 | RB Leipzig (D1)               | 15h30                  | GP-Stadion am Hardtwald, Sandhausen       |                       |
| (D4) Eintracht Norderstedt    | 0 - 0ap (2 - 3)tab    | FC St. Pauli (D1)             | 15h30                  | Millerntor-Stadion, Hambourg              |                       |
| (D4) FV Illertissen           | 3 - 3ap (6 - 5)tab    | 1. FC Nuremberg (D2)          | 15h30                  | Vöhlinstadion, Illertissen                |                       |
| (D5) SV Hemelingen            | 0 - 9                 | VfL Wolfsburg (D1)            | 15h30                  | Weserstadion, Brême                       |                       |
| (D3) FC Energie Cottbus       | 1 - 0                 | Hanovre 96 (D2)               | 18h00                  | LEAG Energie Stadion, Cottbus             |                       |
| (D4) Sportfreunde Lotte       | 0 - 2                 | SC Fribourg (D1)              | 18h00                  | Stadion am Lotter Kreuz, Lotte            |                       |
| (D4) VfB Lübeck               | 1 - 2                 | SV Darmstadt 98 (D2)          | 18h00                  | Stadion an der Lohmühle, Lübeck           |                       |
| Dimanche 17 août 2025         |                       |                               |                        |                                           |                       |
| (D5) FV Engers 07             | 0 - 5                 | Eintracht Francfort (D1)      | 13h00                  | Stadion Oberwerth, Coblence               |                       |
| (D3) Viktoria Cologne         | 1 - 3                 | SC Paderborn 07 (D2)          | 13h00                  | Sportpark Höhenberg, Cologne              |                       |
| (D4) 1. FC Lokomotive Leipzig | 0 - 1ap               | FC Schalke 04 (D2)            | 15h30                  | Bruno-Plache-Stadion, Leipzig             |                       |
| (D4) Blau-Weiß Lohne          | 0 - 2                 | SpVgg Greuther Fürth (D2)     | 15h30                  | Heinz-Dettmer-Stadion, Lohne              |                       |
| (D3) SSV Jahn Ratisbonne      | 1 - 2                 | 1. FC Cologne (D1)            | 15h30                  | Jahnstadion, Ratisbonne                   |                       |
| (D4) ZFC Meuselwitz           | 0 - 5                 | Karlsruher SC (D2)            | 15h30                  | bluechip-Arena, Meuselwitz                |                       |
| (D5) RSV Eintracht 1949       | 0 - 7                 | 1. FC Kaiserslautern (D2)     | 15h30                  | Karl-Liebknecht-Stadion, Potsdam          |                       |
| (D5) SV Atlas Delmenhorst     | 2 - 3                 | Borussia Mönchengladbach (D1) | 15h30                  | Marschweg-Stadion, Oldenbourg             |                       |
| (D4) FC 08 Hombourg           | 0 - 2                 | Holstein Kiel (D2)            | 18h00                  | Waldstadion, Hombourg                     |                       |
| (D4) Hallescher FC            | 0 - 2                 | FC Augsbourg (D1)             | 18h00                  | Leuna-Chemie-Stadion, Halle               |                       |
| (D3) SSV Ulm 1846             | 0 - 1                 | SV Elversberg (D2)            | 18h00                  | Donaustadion, Ulm                         |                       |
| Lundi 18 août 2025            |                       |                               |                        |                                           |                       |
| (D2) SG Dynamo Dresde         | 0 - 1                 | 1. FSV Mayence 05 (D1)        | 18h00                  | Rudolf-Harbig-Stadion, Dresde             |                       |
| (D3) 1. FC Schweinfurt 05     | 2 - 4                 | Fortuna Düsseldorf (D2)       | 18h00                  | Riedel Bau Arena, Schweinfurt             |                       |
| (D2) Preußen Münster          | 0 - 0ap (3 - 5)tab    | Hertha BSC (D2)               | 18h00                  | LVM-Preußenstadion, Münster               |                       |
| (D3) Rot-Weiss Essen          | 0 - 1                 | Borussia Dortmund (D1)        | 20h45                  | Stadion an der Hafenstraße, Essen         |                       |
| Mardi 26 août 2025            |                       |                               |                        |                                           |                       |
| (D2) Eintracht Brunswick      | -                     | VfB Stuttgart (D1)            | 20h45                  | Eintracht-Stadion, Brunswick              |                       |
| Mercredi 27 août 2025         |                       |                               |                        |                                           |                       |
| (D3) SV Wehen Wiesbaden       | -                     | Bayern Munich (D1)            | 20h45                  | BRITA-Arena, Wiesbaden                    |                       |

1. ↑  Match délocalisé au Millerntor-Stadion à Hambourg au lieu de l'Edmund-Plambeck-Stadion à Norderstedt.
2. ↑  Match délocalisé au Weserstadion à Brême au lieu du Bezirkssportanlage Hemelingen.
3. ↑  Match délocalisé au Stadion Oberwerth à Coblence au lieu du Stadion am Wasserturm à Neuwied.
4. ↑  Match délocalisé au Karl-Liebknecht-Stadion à Potsdam au lieu du Sportplatz Heinrich-Zille-Straße à Stahnsdorf.
5. ↑  Match délocalisé au Marschweg-Stadion à Oldenbourg au lieu du Städtisches Stadion an der Düsternortstraße à Delmenhorst.

1. ↑  Le match est initialement lancé à 18h00, mais est interrompu à 18h17 en raison de la lourde grêle s'abattant sur le terrain. Le match est relancé à 19h00[4].

### Deuxième tour

#### Rencontres
Les matchs seront joués les 28 et 29 octobre 2025.
| Équipe 1                 | Résultat              | Équipe 2              | Heure (CET) \|\|Stade |                       |                       |
| Mardi 28 octobre 2025    | Mardi 28 octobre 2025 | Mardi 28 octobre 2025 | Mardi 28 octobre 2025 | Mardi 28 octobre 2025 | Mardi 28 octobre 2025 |
| ------------------------ | --------------------- | --------------------- | --------------------- | --------------------- | --------------------- |
|                          | -                     |                       | h                     |                       |                       |
|                          | -                     |                       | h                     |                       |                       |
|                          | -                     |                       | h                     |                       |                       |
|                          | -                     |                       | h                     |                       |                       |
|                          | -                     |                       | h                     |                       |                       |
|                          | -                     |                       | h                     |                       |                       |
|                          | -                     |                       | h                     |                       |                       |
|                          | -                     |                       | h                     |                       |                       |
| Mercredi 29 octobre 2025 |                       |                       |                       |                       |                       |
|                          | -                     |                       | h                     |                       |                       |
|                          | -                     |                       | h                     |                       |                       |
|                          | -                     |                       | h                     |                       |                       |
|                          | -                     |                       | h                     |                       |                       |
|                          | -                     |                       | h                     |                       |                       |
|                          | -                     |                       | h                     |                       |                       |
|                          | -                     |                       | h                     |                       |                       |
|                          | -                     |                       | h                     |                       |                       |

### Huitièmes de finale

#### Rencontres
Les huitièmes de finale seront joués les 3 et 4 décembre 2024.
| Équipe 1                 | Résultat                 | Équipe 2                 | Heure (CET) \|\|Stade    |                          |                          |
| Mercredi 3 décembre 2025 | Mercredi 3 décembre 2025 | Mercredi 3 décembre 2025 | Mercredi 3 décembre 2025 | Mercredi 3 décembre 2025 | Mercredi 3 décembre 2025 |
| ------------------------ | ------------------------ | ------------------------ | ------------------------ | ------------------------ | ------------------------ |
|                          | -                        |                          | h                        |                          |                          |
|                          | -                        |                          | h                        |                          |                          |
|                          | -                        |                          | h                        |                          |                          |
|                          | -                        |                          | h                        |                          |                          |
| Jeudi 4 décembre 2025    |                          |                          |                          |                          |                          |
|                          | -                        |                          | h                        |                          |                          |
|                          | -                        |                          | h                        |                          |                          |
|                          | -                        |                          | h                        |                          |                          |
|                          | -                        |                          | h                        |                          |                          |

### Quarts de finale

#### Rencontres
Les quarts de finale seront joués les 3, 4, 10 et 11 février 2026.
| Équipe 1                 | Résultat             | Équipe 2             | Heure (CET) \|\|Stade |                      |                      |
| Mardi 3 février 2026     | Mardi 3 février 2026 | Mardi 3 février 2026 | Mardi 3 février 2026  | Mardi 3 février 2026 | Mardi 3 février 2026 |
| ------------------------ | -------------------- | -------------------- | --------------------- | -------------------- | -------------------- |
|                          | -                    |                      | h                     |                      |                      |
| Mercredi 4 février 2026  |                      |                      |                       |                      |                      |
|                          | -                    |                      | h                     |                      |                      |
| Mardi 10 février 2026    |                      |                      |                       |                      |                      |
|                          | -                    |                      | h                     |                      |                      |
| Mercredi 11 février 2026 |                      |                      |                       |                      |                      |
|                          | -                    |                      | h                     |                      |                      |

### Demi-finales

#### Rencontres
Les demi-finales seront joués les 21 et 22 avril 2026.
| Équipe 1               | Résultat            | Équipe 2            | Heure (CEST) \|\|Stade |                     |                     |
| Mardi 21 avril 2026    | Mardi 21 avril 2026 | Mardi 21 avril 2026 | Mardi 21 avril 2026    | Mardi 21 avril 2026 | Mardi 21 avril 2026 |
| ---------------------- | ------------------- | ------------------- | ---------------------- | ------------------- | ------------------- |
|                        | -                   |                     | h                      |                     |                     |
| Mercredi 22 avril 2026 |                     |                     |                        |                     |                     |
|                        | -                   |                     | h                      |                     |                     |

## Finale
| 23 mai 2026 |            | -   |  | Olympiastadion, Berlin |  |
| h CEST      |            | (-) |  |                        |  |
| h CEST      | [ Rapport] |     |  |                        |  |